# حسن حمران
حسن حمران لاعب نادي النصر السعودي
هو حسن مشبب حمران مدافع سابق في نادي النصر السعودي وكان يشغل مركز الظهير الأيسر في الفريق الأول بداية من عام 1403 حتى عام 1410 تقريباً, وكان يتميز بالقتالية في الملعب والسرعة وصناعة الهجمة.
بعد اعتزاله الكرة أكمل تعليمه حتى تقلد عدة مناصب في الدولة ومنها مدير عام المكتب والمستشار الخاص لصاحب السمو الملكي الأمير عبد الرحمن بن ناصر بن عبد العزيز آل سعود
ويعتبر من الرياضيين القلة الذين نجحوا داخل وخارج الملعب .

## إسهاماته مع النصر
- الفوز ببطولة الدوري السعودي مرة واحدة عام 89
- الفوز ببطولة كأس الملك ثلاث مرات أعوام 86و87 و90